# Холмс, Роберт (сценарист)
Роберт Холмс (англ. Robert Colin Holmes; 2 апреля 1926, Хартфордшир, Англия — 24 мая 1986, Оксфорд, Англия) — британский телевизионный сценарист. Большую часть своей жизни посвятил работе над «Доктором Кто».

## Биография
Полное имя — Роберт Колин Холмс. Родился он 2 апреля 1926 года в графстве Хардфоршир на юго-востоке Англии.
В 1944 году, когда ему было 18 лет, поступил на службу в английскую армию и воевал в рядах королевской пехоты в Бирме. В скором времени он заслужил чин офицера и стал самым молодым офицером во всей британской армии в период Второй мировой войны. После окончания войны, вернулся в Англию и стал лондонским полицейским в полицейском участке Боу-Стрит. Во время службы в рядах полиции впервые проявил интерес к карьере писателя. По долгу службы Холмс часто готовил для журналистов пресс-релизы и решил, что хочет именно такую работу. В конце концов, набив хорошенько руку в писательском деле, он ушёл из полиции.
Довольно быстро Холмс нашёл сразу две новых работы — в местной и национальной газетах в Лондоне. В конце 1950-х годов работал над написанием и корректурой коротких рассказов для журналов, до того как получил первую возможность поработать на телевидении — тогда Холмс участвовал в создании одного из эпизодов популярного в то время медицинского сериала Emergency Ward Ten.
Позже участвовал в создании приключенческого сериала Knight Errant, и в 1959 году стал редактором. Также написал сценарии к нескольким эпизодам медицинской драмы Doctor Finlay's Casebook, а в начале 1960-х годов создал сценарии для целого ряда криминальных драм: Ghost Squad, Public Eye и несколько других, которые были написаны на основе реального опыта работы Роберта Холмса в правоохранительных органах.
В 1965 году впервые попробовал писать в жанре научной фантастики. Некоторые наработки того времени, подготовленные для фильма «Вторжение», позже использовал в своём сценарии для серии «Spearhead from Space» «Доктора Кто» в 1970 году. В 1965 году описал идею нового самостоятельного научно-фантастического сериала The Trap, которую направил на рассмотрение в BBC. От отдела драматических сериалов BBC он получил ответ, в котором было написано, что они не заинтересованы в подобных сериалах, и порекомендовали обратиться в проектный офис сериала «Доктор Кто». Так он и поступил, у него прошла плодотворная встреча с сериалом и его редактором Дональдом Тош, но вскоре после этой встречи Тош покинул сериал и сценарий Роберта Холмса был забыт. Сам Роберт переключился к работе над другими проектами.
В 1968 году решил ещё раз попытать свои шансы и повторно представил свою идею сериала The Trap в офис сериала «Доктор Кто» под слегка измененным названием The Space Trap. Его работа вновь получила положительную оценку — теперь от помощника редактора сценариев того времени — Терранса Дикса. В то время в расписании «Доктора Кто» были небольшие проблемы и Дикс вместе с Холмсом работали над продлением эпизода под названием «Кротоны», чтобы заполнить окно в расписании. Созданная Холмсом история получила поддержку в производственной команде «Доктора Кто» и его попросили написать вторую историю для сезона — The Space Pirates. Позже Холмс написал сценарий для дебюта Джона Пертви в роли Третьего Доктора.
Позже Холмс сменил Дикса на должности редактора сценариев, первой его работой в этой должности была серия Death to the Daleks. Со временем сценарии Холмса стали становиться мрачнее и серьёзнее. Дело дошло до того, что в феврале 1977 года газета Daily Express опубликовала интервью, взятое у Холмса, под заголовком «Кем Вы себя считаете, что пугаете моего невинного ребенка?», в котором Холмс на вопросы корреспондента сказал: «Только ужасно безответственные родители оставляют в одиночестве смотреть сериал детей младше шести лет. Сериал создается для сознательных четырнадцатилетних людей и я не рекомендую показывать его детям младше десяти лет».
Он намеревался уйти из сериала для работы над другими проектами в конце четырнадцатого сезона, но задержался ещё на два эпизода по просьбе нового продюсера сериала — Грэхама Вильямса — и написал сценарии ещё для нескольких эпизодов шестнадцатого сезона. В это время Холмс параллельно работал над несколькими научно-фантастическими сериалами в BBC, в том числе Blake's Seven. В конце 70-х — начале 80-х работал над сериалом Juliet Bravo и над адаптацией новеллы «Дитя Водяного» к экранизации под именем The Nightmate Man в 1981 году.
В 1983 году команда, работавшая над «Доктором Кто», связалась с Холмсом и попросила его написать сценарий для специального эпизода, посвящённого двадцатилетию сериала. Писать сценарий, включая элементы из прошлого сериала оказалось очень трудно, но продюсер сериала Натан Тернер настаивал на этом. После того как первый вариант сценария был отклонён, Холмс решил отказаться от этой работы и сценарий для специального эпизода в итоге написал Терранс Дикс. Несмотря на это, Холмс вернулся к написанию сценариев и подготовил финальную историю для Пятого Доктора, которого играл Питер Дэвисон. Он посчитал, что приключения Пятого Доктора были слишком лёгкими и провёл его сквозь ад в финальном эпизоде The Caves of Androzani. Эпизод вышел в 1984 году и получил огромную поддержку фанатов и был назван лучшим с момента запуска сериала в 1963 году. Опросы, проведённые уже в XXI столетии подтверждают статус эпизода как «номер один за все время».
В 1986 году Холмс приступил к работе над сценариями двух завершающих эпизодов 23-го сезона, но после короткой болезни скончался в мае того же года.
Роберт Холмс с 1968 по 1986 годы написал сценарии для 76 эпизодов и 18 полных историй для «Доктора Кто», подарил сериалу Автонов, Сознание Нестин, Мастера и СонтарАнцев. Дал дому Повелителей Времени легендарное имя — Галлифрей. Он заслуженно считается одним из лучших сценаристов сериала.

## Известные работы
- Сериал «Доктор Кто» (BBC): 76 эпизодов и 18 полных историй.
- «Диксон из Док Грин».
- «Emergency Ward Ten».
- «Knight Errant».
- «Doctor Finlay's Casebook».
- «Ghost Squad».
- «Public Eye».
- «Juliet Bravo».
- «The Nightmate Man».